# ماريلاند (نيويورك)
ماريلاند (بالإنجليزية: Maryland, New York)‏ هي بلدة أمريكية تقع في الولايات المتحدة في مقاطعة أوتسيغو، نيويورك. يقدر عدد سكانها بـ 1,897 نسمة ومساحتها 134.3 كم2 وترتفع عن سطح البحر 389 متر.

## أعلام
- جورج دبليو. تشيس